# Hadrotarsus
Hadrotarsus là một chi nhện trong họ Theridiidae.

## Các loài
Tính đến  tháng 5 năm 2020, chi này bao gồm năm loài, được tìm thấy ở Úc, Papua New Guinea, Đài Loan, và Bỉ:
- Hadrotarsus babirussa Thorell, 1881 (Loài điển hình) – New Guinea
- Hadrotarsus fulvus Hickman, 1943 – Úc (Tasmania)
- Hadrotarsus ornatus Hickman, 1943 – Úc (Tasmania). Được giới thiệu đến Bỉ
- Hadrotarsus setosus Hickman, 1943 – Úc (Tasmania)
- Hadrotarsus yamius Wang, 1955 – Đài Loan